# キム・ウォンジュン (アイスホッケー)
キム・ウォンジュン（1991年5月4日 - ）は、大韓民国のソウル特別市出身のプロアイスホッケー選手。ポジションはディフェンス。アジアリーグアイスホッケーのHLアニャンに所属。

## 経歴
延世大学出身。2013-14年シーズンはフィンランドのアイスホッケーリーグであるメスティスのキエッコ・バンタに入団。シーズン途中にべウェ・ツッキにレンタル移籍した。
2014年から母国韓国に帰国し、アジアリーグアイスホッケーの安養ハルラに入団。
2017年2月に札幌市で開催されたアジア冬季競技大会の男子アイスホッケー韓国代表に選出された。
2018年2月に平昌で開催されたオリンピックの男子アイスホッケー韓国代表に選出された。
2022-2023年シーズンは2シーズンぶりに安養がアジアリーグに復帰し、チーム名もHLアニャンへと改称した。同年シーズンは6度目となる優勝を果たした。

## 詳細情報

### 記録
- オールスターゲーム選出：1回（2022-2023）

### 代表歴
- 2017年アジア冬季競技大会アイスホッケー男子韓国代表
- 2017 ユーロチャレンジ 韓国代表
- 2018年オリンピックアイスホッケー男子韓国代表